# Skydance Media
Skydance Media (раніше була відома як Skydance Productions) — американська компанія, заснована Девідом Еллісоном на базі Paramount Pictures в Голлівуді, Каліфорнія в 2006 році. Компанія зібрала 350 мільйонів доларів для спільного виробництва та співфінансування фільмів з Paramount Pictures.

## Фільмографія

### Фільми
- 2006 — Ескадрилья «Лафайєт» / Flyboys
- 2010 — Залізна хватка / True Grit
- 2011 — Місія нездійсненна: Протокол Фантом / Mission: Impossible — Ghost Protocol
- 2012 — Прокляття моєї матері / The Guilt Trip
- 2012 — Джек Річер / Jack Reacher
- 2013 — G. I. Joe: Кидок кобри 2 / G. I. Joe: Retaliation
- 2013 — Війна світів Z / World War Z
- 2013 — Стартрек: Відплата / Star Trek Into Darkness
- 2014 — Джек Райан: Теорія хаосу / Jack Ryan: Shadow Recruit
- 2015 — Термінатор: Генезис / Terminator Genisys
- 2015 — Місія нездійсненна: Плем'я ізгоїв / Mission: Impossible — Rogue Nation
- 2016 — Стартрек: Нескінченність / Star Trek Beyond
- 2016 — Джек Річер 2: Ніколи не повертайся / Jack Reacher: Never Go Back
- 2017 — Життя / Life
- 2017 — Рятувальники Малібу / Baywatch
- 2017 — Геошторм / Geostorm
- 2018 — Анігіляція / Annihilation
- 2018 — Місія нездійсненна: Фолаут / Mission: Impossible – Fallout
- 2019 — Двійник / Gemini Man
- 2019 — Термінатор: Фатум / Terminator: Dark Fate
- 2019 — Шестеро поза законом / Six Underground
- 2020 — Стара гвардія / The Old Guard
- 2021 — Без каяття / Without Remorse
- 2021 — Війна завтрашнього дня / The Tomorrow War
- 2021 — Очі змії / Snake Eyes
- 2022 — Проєкт Адам / The Adam Project
- 2022 — Найкращий стрілець: Маверік / Top Gun: Maverick
- 2022 — Удача / Luck
- 2022 — Пиво зі смаком дружби / The Greatest Beer Run Ever
- 2023 — Кам'яне серце / Heart of Stone
- 2023 — Air Jordan / Air Jordan
- 2023 — Примарні / Ghosted
- 2023 — Місія нездійсненна 7 / Mission: Impossible 7
- 2023 — Трансформери: Повстання звірів / Transformers: Rise of the Beasts
- 2024 — Spellbound
- 2025 — Місія нездійсненна 8 / Mission: Impossible 8
- TBA — Star Trek 4

### Телесеріали
- 2014-15 — Манхеттен / Manhattan
- 2015-TBA — Грейс і Френкі / Grace and Frankie
- 2017-18 — Десять днів у долині / Ten Days in the Valley
- 2018-20 — Видозмінений вуглець / Altered Carbon
- 2018 — Дітленд / Dietland
- 2018-TBA — Кондор / Condor
- 2018-TBA — Джек Раян / Jack Ryan
- 2021-TBA — Фундація / Foundation
- 2022-TBA — Річер / Reacher